# Vriesea erythrodactylon
Vriesea erythrodactylon là một loài thuộc chi Vriesea. Đây là loài đặc hữu của Brasil.

## Hình ảnh

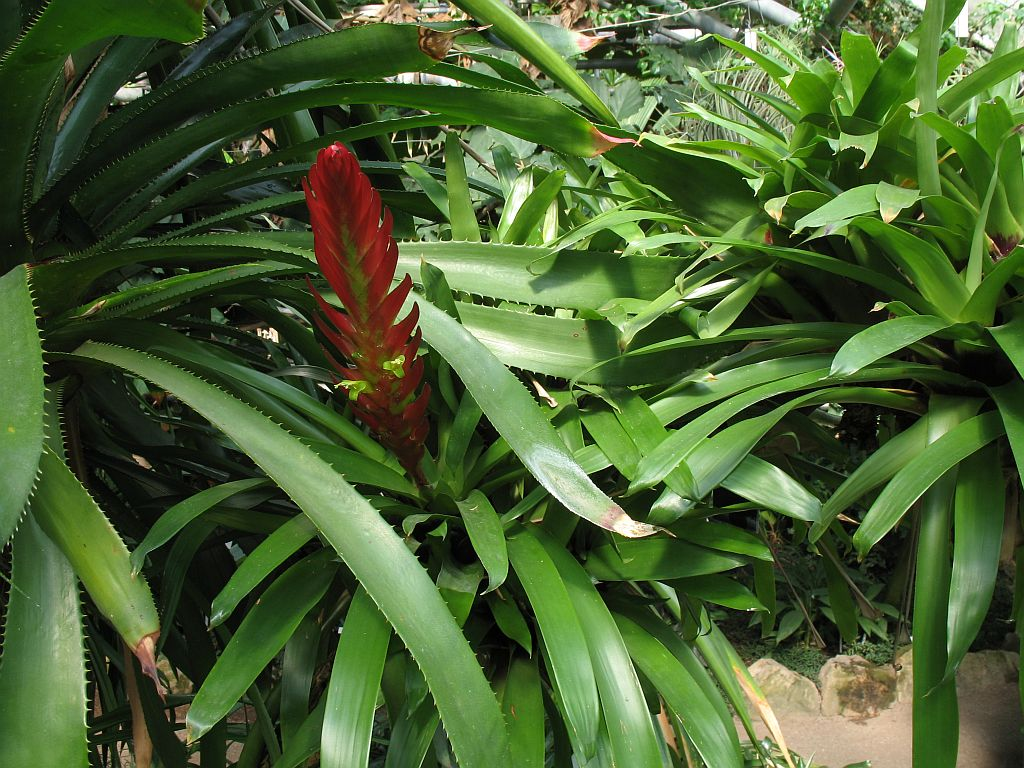
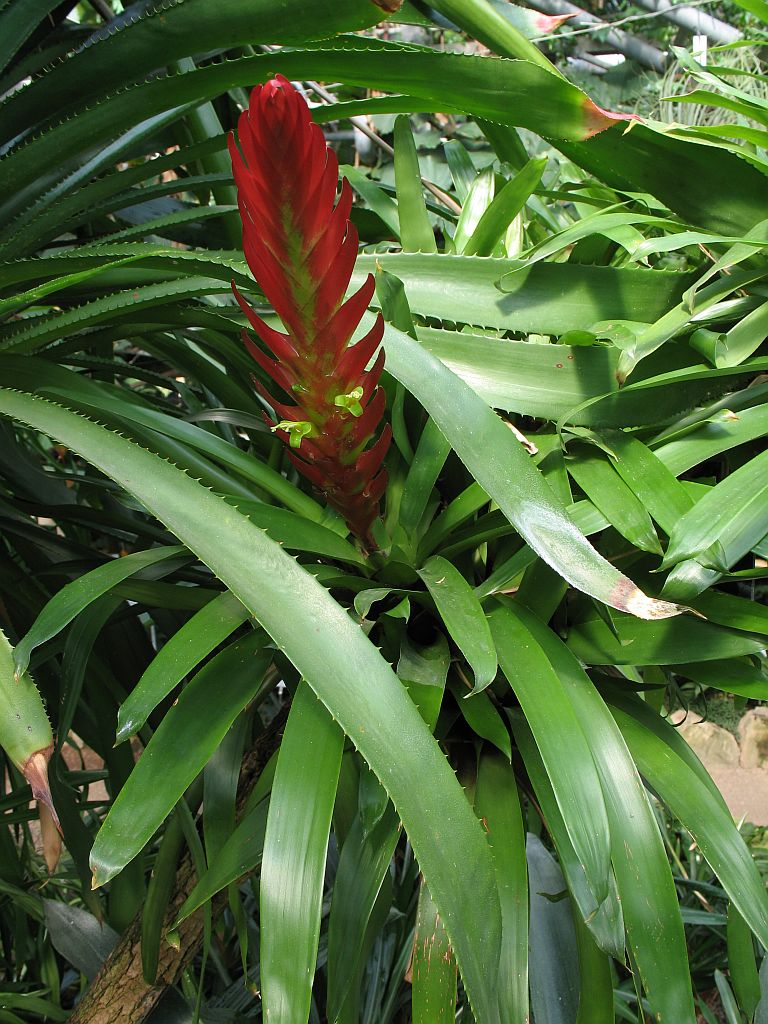
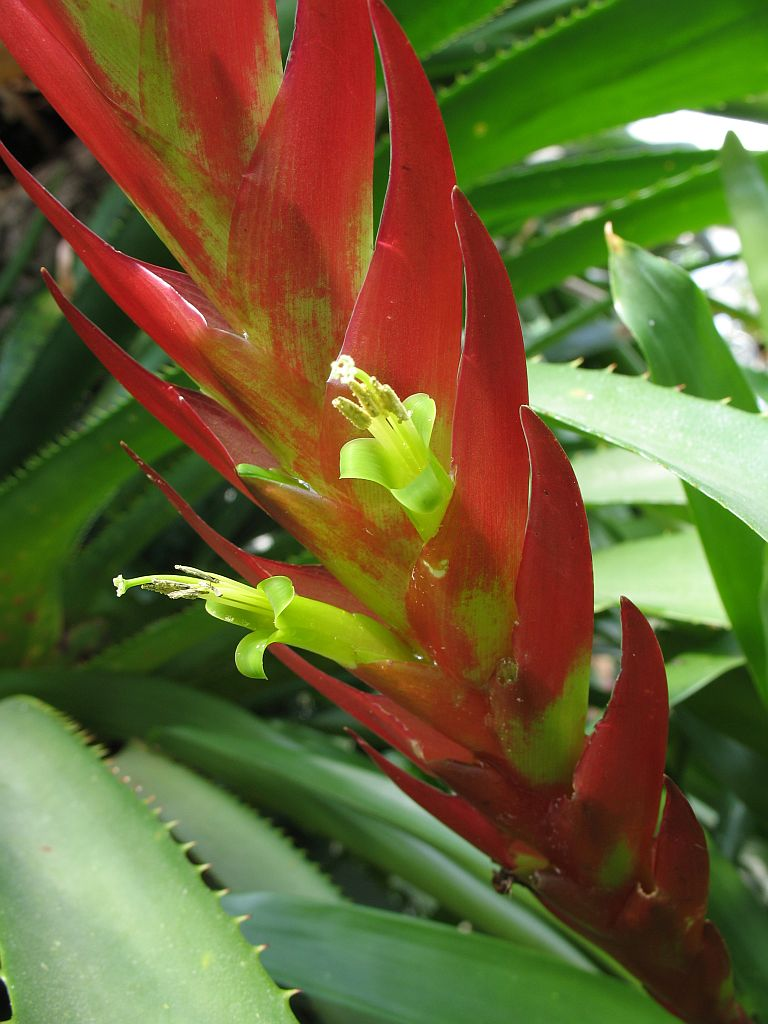
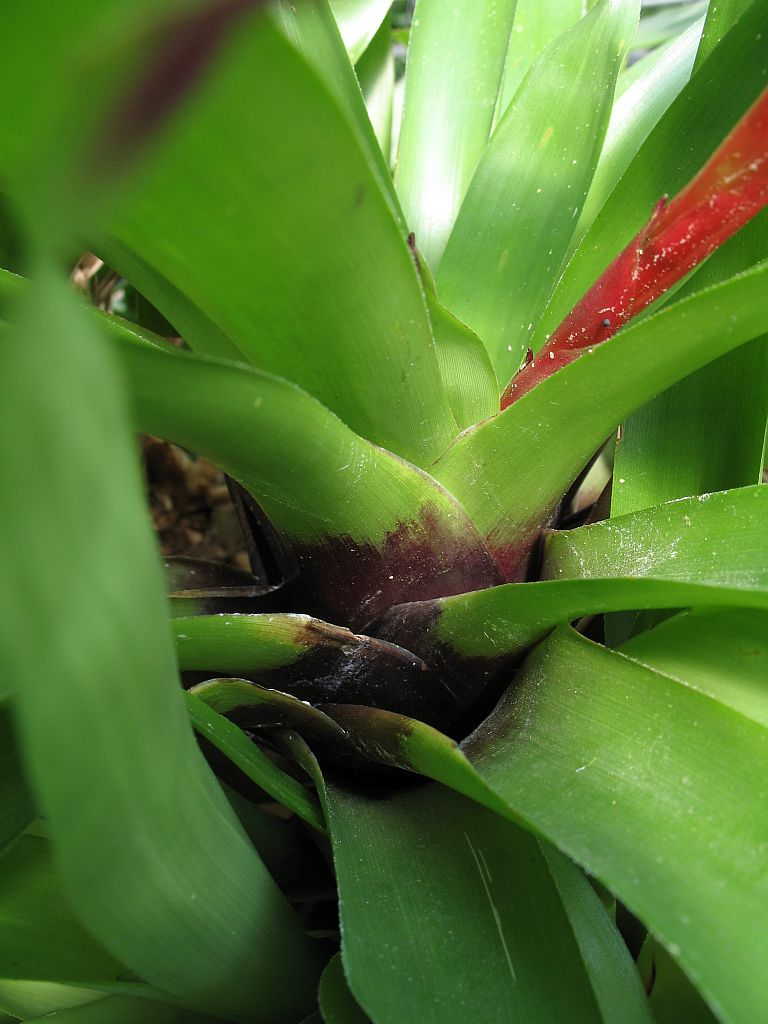

## Giống
- Vriesea 'Fire Rose'
- Vriesea 'Perfidia'
- Vriesea 'Pink Cockatoo'
- Vriesea 'Purple Cockatoo'
- Vriesea 'Purple Haze'
- Vriesea 'Red Flame'
- Vriesea 'Rosa Morena'
- Vriesea 'Ruby Lee'
- Vriesea 'Stoplight'
- Vriesea 'Waggoner'
- Vriesea 'White Cloud'